# Pascal Pichonnaz
Pascal Pichonnaz, né le 3 août 1967, est un professeur de droit suisse.

## Biographie
En 1991, il obtient son diplôme en droit de l'Université de Fribourg. En 1997, il achève un Master of Laws à l'Université de Berkeley en Californie et termine en 1998 son doctorat auprès des professeurs Pierre Tercier et Peter Gauch (de). En 2001, il obtient sa thèse d'habilitation à l'Université de Fribourg (venia legendi : droit privé, droit romain et droit comparé).
Depuis le 1er octobre 2001, Pascal Pichonnaz est professeur ordinaire à l'Université de Fribourg et titulaire de la chaire de droit privé et de droit romain.
En février 2021, il est élu président de l'Institut de droit européen (European Law Institute),.

## Publications (sélection)
- Impossibilité et exorbitance. Étude analytique des obstacles à l'exécution des obligations en droit suisse (art. 119 CO et 79 CVIM) . Fribourg 1997,  (ISBN 2-8271-0797-X).
- avec Jean-Philippe Dunand : Lexique de droit romain. Zurich 2006,  (ISBN 3-7255-5184-7).
- avec Louise Gullifer : Compensation dans les arbitrages et transactions commerciales . Oxford 2014,  (ISBN 0-19-969808-2).
- Les fondements romains du droit privé. Zurich 2020,  (ISBN 978-3-7255-8771-1)